# 路易吉·斯图尔佐
路易吉·斯图尔佐 （義大利語發音：[luˈiːdʒi ˈsturtso]，1871年11月26日—1959年8月8日），意大利王国时期天主教会神父和著名政治家。他生前被称为“社会改良主义者”，被认为是基督教民主纲领的奠基人之一，他也是1951年路易吉·斯图尔佐研究所的创始人。斯图尔佐是1919年意大利人民党的创始人之一，但在1924年随着意大利法西斯主义的兴起，他作为异议人士而被迫流亡国外。他在流亡伦敦（以及后来的纽约）期间曾发表多达400篇激烈批评法西斯主义的文章。

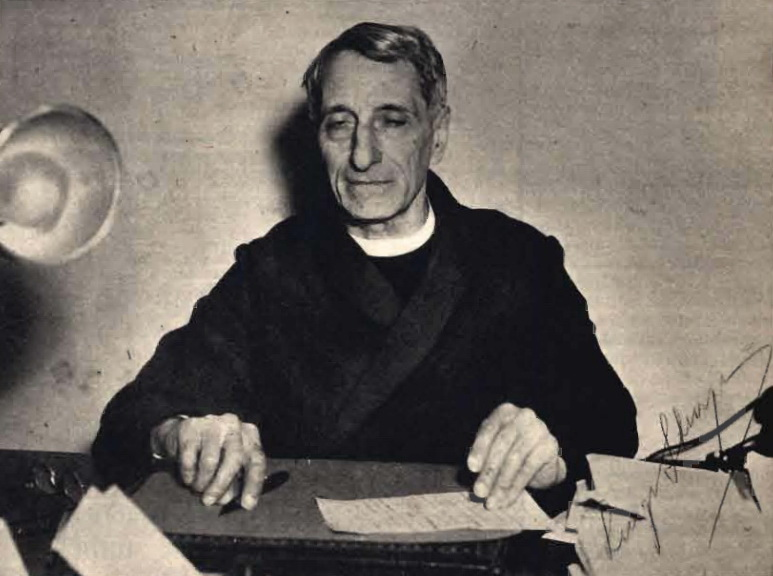
1950年11月18日的斯图尔佐

1959年8月8日，路易吉·斯图尔佐于罗马病逝，享年87岁。他的封圣事业于2002年3月23日开始，他被教廷封为神仆。